# Khu vườn của học viện Straka
Khu vườn của học viện Straka (tiếng Séc: Zahrada Strakovy akademie) là một khu vườn rộng lớn với diện tích 17.000 m², nằm ở gần sông Vltava, thuộc địa phận Phố nhỏ, Praha, Cộng hòa Séc. Khu vườn hoành tráng này cùng với học viện Straka được UNESCO công nhận là Di sản thế giới và có tên trong danh sách các di tích văn hóa của Cộng hòa Séc.

## Lịch sử
Một khu vườn rộng lớn nổi tiếng với một giếng nước chữa bệnh, đã có ở đây từ thế kỷ 15. Sau đó, các tu sĩ Dòng Tên đã mua lại khu vườn để thành lập một vườn bách thảo, xây dựng nhà nguyện St. Ignatius và một cơ sở mùa hè. Lúc bấy giờ, các cơ sở này chủ yếu phục vụ những người già hoặc ốm yếu.
Học viện Straka được xây dựng tại đây vào giai đoạn 1891 - 1896. Tác giả thiết kế khu vườn là kiến trúc sư cảnh quan người Séc František Josef Thomayer. Ban đầu, nơi đây có các thiết bị để thư giãn và chơi thể thao. Sau năm 1945, chính phủ có kế hoạch sử dụng tòa nhà học viện Straka, nên các thiết bị thể thao đã bị dỡ bỏ.
Từ năm 2019, dự án tái thiết lại khu vườn được triển khai nhằm mục đích phục vụ cho công chúng tốt hơn.